# Fernando Ricksen
Fernando Ricksen est un footballeur néerlandais né le 27 juillet 1976 à Heerlen (Pays-Bas) et mort le 18 septembre 2019 à Airdrie (Écosse). 
Il jouait au poste d'arrière latéral droit ou d'ailier droit.

## Biographie
Fernando Ricksen est connu pour ses saisons aux Rangers et au Zénith Saint-Pétersbourg, et pour avoir remporté la coupe de l'UEFA en 2008 avec ce dernier club. Le 30 octobre 2013, lors de l'émission télévisée néerlandaise De Wereld Draait Door, Ricksen déclare être atteint de la maladie de Charcot (sclérose latérale amyotrophique - SLA),, qui le prive progressivement de toute mobilité.
À partir de 2014, il est membre du Hall of Fame des Rangers.
Fernando Ricksen meurt à l’âge de 43 ans de la maladie de Charcot le 18 septembre 2019. Son corps sera incinéré.

### Carrière
- 1993-1998 : Fortuna Sittard  Pays-Bas
- 1998-2001 : AZ Alkmaar  Pays-Bas
- 2000-2006 : Glasgow Rangers  Écosse
- 2006-Août 2009 : Zénith Saint-Pétersbourg  Russie
- Décembre 2010-2013 : Fortuna Sittard  Pays-Bas[5],[6]

## Palmarès
| Fortuna Sittard - Eerste divisie (D2) - Champion (1) : 1995 |  | AZ Alkmaar - Eerste divisie (D2) - Champion (1) : 1998 |  | Rangers FC - Scottish League - Champion (2) : 2003, 2005 - Coupe d'Écosse - Vainqueur (2) : 2002, 2003 - Coupe de la Ligue - Vainqueur (3) : 2002, 2003, 2005 |  | Zénith Saint-Pétersbourg - Championnat de Russie - Champion (1) : 2007 - Supercoupe de Russie - Vainqueur (1) : 2008 - Coupe de l'UEFA - Vainqueur (1) : 2008 - Supercoupe d'Europe - Vainqueur (1) : 2008 |

## Sélection
- 12 sélections et 0 but avec l'équipe des Pays-Bas entre 2000 et 2003.